# Tadasana

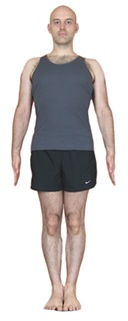
Posture classique Tadasana.

Tadasana (IAST : tāḍāsana ; devanāgarī : ताड़ासन) est un mot composé voir étymologie plus bas.
C'est une posture de base en haṭha yoga car elle est le point de départ de nombreuses autres postures debout.

## Étymologie et origines
Tāḍāsana vient des mots sanskrits tāḍa, signifiant « coup » et āsana qui se traduit par « posture » ou « siège ».
La seule dénomination utilisée en yoga est posture de la montagne. L'origine de cette dénomination est inconnue.
Parfois comprise en sanskrit par « cette posture » (tad-āsana). Il s'agit alors de l'orthographe alternative tadāsana.
Cette posture était inconnue dans le haṭha yoga jusqu'au XXe siècle. Cette dernière apparait cependant  dans le Vyayama Dipika de 1896 qui est un manuel de gymnastique. Tāḍāsana est l’une des postures adoptées dans le yoga moderne à Mysore par Krishnamacharya et formant la «base principale» de ses vinyasas avec des mouvements fluides entre les poses.

## Pratique

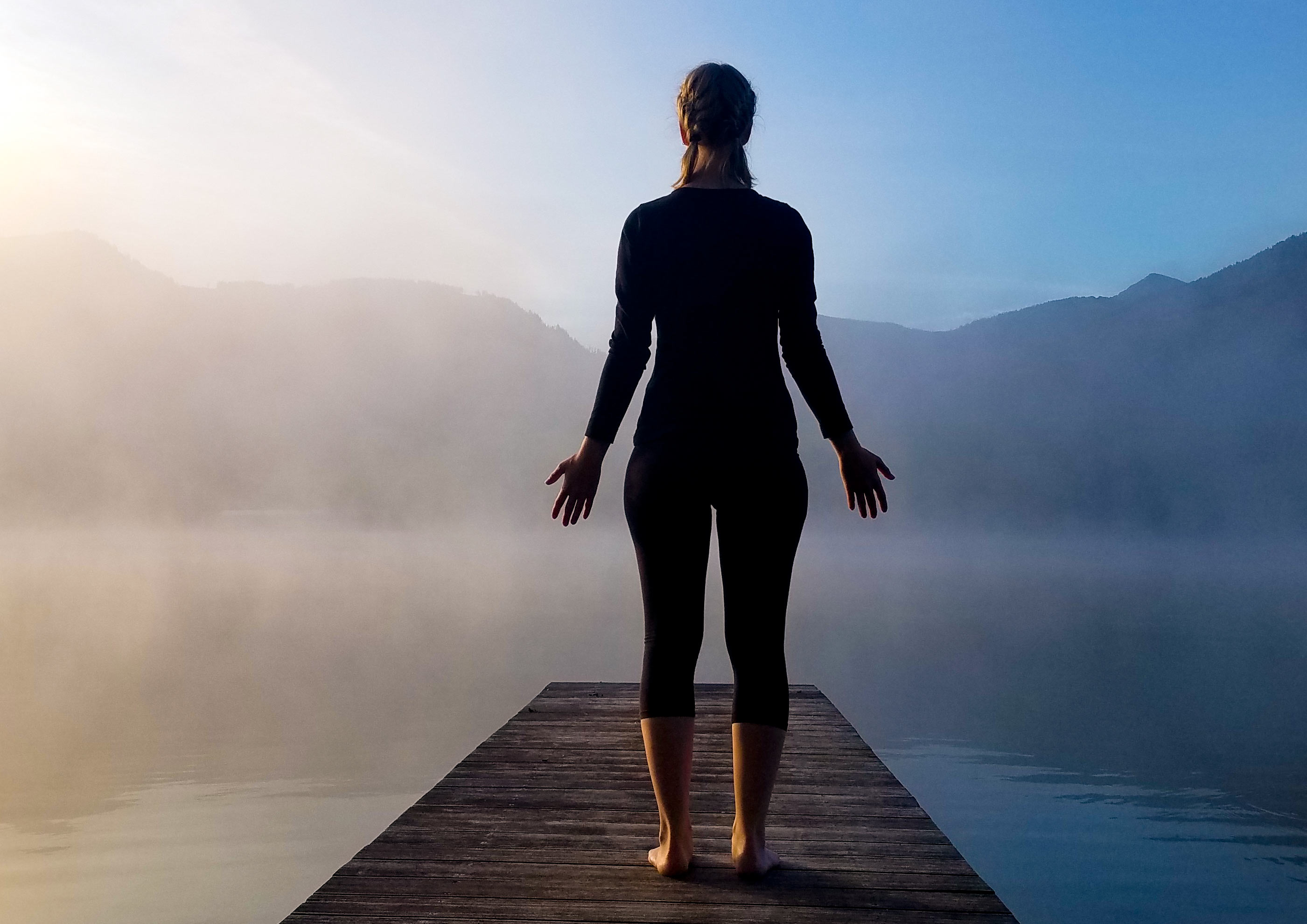
Une variante de tadasana pour les pieds et les mains

La posture classique nommée tadasana se pratique debout, les pieds joints, les bras ballants le long des jambes, les paumes relâchées et le menton parallèle au sol lançant le regard vers l'horizon.
Parmi les variantes de cette position de base, sont à signaler :
- une variante pour la tête reposant sur le haut de la poitrine[4].
- une variante pour les pieds, qui s'écartent légèrement et portent les talons dans le prolongement des hanches ;
- une variante pour les bras qui s'élèvent, parallèles.

En séquence, tāḍāsana précède souvent les postures de flexion avant, telles uttanāsana et ardha uttanāsana. La séquence de postures du sūryanamaskāra, dite salutation au soleil, débute et fini par cette posture ou une de ces variantes.

## Effets
On considère que le tadasana amène de nombreux bienfaits à celui qui le pratique : cette posture augmente la confiance en soi, l'enracinement et la concentration, renforce et dynamise tout le corps et développe la concentration, la coordination et le maintien. Les organes internes fonctionnent mieux, améliorant ainsi la respiration, la digestion et l'élimination.
On note également les bénéfices suivants :
- aide à améliorer la posture du corps ;
- fortifie par une pratique régulière les genoux, les cuisses et les chevilles ;
- tonifie les fesses et l'abdomen ;
- soulage la douleur affectant le dos, les hanches et le côté externe des jambes ;
- rend la colonne vertébrale plus agile ;
- améliore l'équilibre postural ;
- régule les systèmes digestif, nerveux et respiratoire.

## Divers
Une autre posture, nommée pārvatāsana, se traduit littéralement par « posture de la montagne ». Cette désignation française signale pourtant, dans certains ouvrages, le tadasana décrit ci-dessus. Un livre assimile par ailleurs le tāḍāsana à la « posture du palmier », voire à la « posture de l'arbre », bien que cette dernière qualification traduise littéralement vṛkṣāsana, une posture en équilibre sur un seul pied.